# Junker
Junker este un cuvânt german cu traducerea iuncher - un aristocrat latifundiar sau și aristocrat tânăr. Provine de la junger Herr, „domn tânăr”, probabil pentru că fiii mai tineri, neavând moștenire proprie, au căutat să se îmbogățească în teritoriile coloniale estice ale Germaniei.